# Viracucha
Genre
Viracucha est un genre d'araignées aranéomorphes de la famille des Ctenidae.

## Distribution
Les espèces de ce genre se rencontrent au Brésil, en Argentine, en Bolivie et au Paraguay.

## Liste des espèces
Selon World Spider Catalog (version 26, 05/07/2025) :
- Viracucha andicola (Simon, 1906)
- Viracucha birabeni (Carcavallo & Martínez, 1961)
- Viracucha exilis (Mello-Leitão, 1936)
- Viracucha mammifer (Mello-Leitão, 1939)
- Viracucha misionesicus (Mello-Leitão, 1945)
- Viracucha paraguayensis (Strand, 1909)
- Viracucha ridleyi (F. O. Pickard-Cambridge, 1897)
- Viracucha silvicola (B. A. M. Soares & H. E. M. Soares, 1946)

## Systématique et taxinomie
Ce genre a été décrit par Lehtinen en 1967 dans les Ctenidae.

## Publication originale
- Lehtinen, 1967 : « Classification of the cribellate spiders and some allied families, with notes on the evolution of the suborder Araneomorpha. » Annales Zoologici Fennici, vol. 4, p. 199-468.